# Col des Espécières
Le col des Espécières ou port Vieux  (en espagnol puerto de Lapazosa ou puerto Viejo) est un col de montagne pédestre frontalier des Pyrénées à 2 334 ou 2 335 mètres d'altitude entre le département français des Hautes-Pyrénées, en Occitanie, et la province espagnole de Huesca.

## Géographie
Il est situé sur la frontière entre la France et l'Espagne et abrite la croix frontière no 318.
Le col est situé entre le Soum Blanc des Espécières (2 685 m) au nord-ouest et le pic Entre les Ports (2 476 m) au sud. Il surplombe le lac des Espécières (2 192 m) côté français et l'ibón de Lapazosa (2 192 m) côté espagnol. Il se trouve dans le massif du Vignemale.

### Hydrographie
Le col délimite la ligne de partage des eaux entre le bassin de l'Adour, qui se déverse dans l'Atlantique côté nord, et le bassin de l'Èbre, qui coule vers la Méditerranée côté sud.

## Protection environnementale
Le col est situé dans le parc national des Pyrénées et fait partie d'une zone naturelle protégée, classée ZNIEFF de type 1, « vallons d'Ossoue et d'Aspé », et de type 2, « haute vallée du gave de Pau : vallées de Gèdre et Gavarnie ».

## Voies d'accès
En Espagne, versant sud-ouest, il donne accès à la vallée de Bujaruelo, puis au village San Nicolás de Bujaruelo dans la vallée de Torla, et à la vallée de l'Ara dans le parc national d'Ordesa et du Mont-Perdu, situés en Aragon.
En France, versant nord-est, dans la vallée des Espécières il est accessible par la station de ski de Gavarnie, dans le département des Hautes-Pyrénées et est accessible par le col de Tentes.